# Férfi csapatsprint sífutás a 2018. évi téli olimpiai játékokon
A 2018. évi téli olimpiai játékokon a sífutás férfi csapatsprint versenyszámát február 21-én rendezték. Az aranyérmet a norvég kettős nyerte. Magyar csapat nem vett részt a versenyen.

## Eseménynaptár
Az időpontok helyi idő szerint (UTC+9), zárójelben magyar idő szerint (UTC+1) olvashatóak.
| Időpont                    | Forduló   |
| -------------------------- | --------- |
| február 21., 17:44 (9:44)  | Elődöntők |
| február 21., 19:30 (11:30) | Döntő     |

## Eredmények
A rövidítések jelentése a következő:
- Q: továbbjutás helyezés alapján
- q: továbbjutás időeredmény alapján

### Elődöntők
| Helyezés | R        | Csapat                                                                    | Idő                 | Mj       |
| 1. futam | 1. futam | 1. futam                                                                  | 1. futam            | 1. futam |
| -------- | -------- | ------------------------------------------------------------------------- | ------------------- | -------- |
| 1.       | 15       | Olimpikonok Oroszországból (OAR) · Gyenyisz Szpicov · Alekszandr Bolsunov | 15:58,84            | Q        |
| 2.       | 16       | Svédország (SWE) · Marcus Hellner · Calle Halfvarsson                     | 15:58,99            | Q        |
| 3.       | 19       | Németország (GER) · Sebastian Eisenlauer · Thomas Bing                    | 16:00,55            | q        |
| 4.       | 18       | Finnország (FIN) · Martti Jylhä · Ristomatti Hakola                       | 16:01,41            | q        |
| 5.       | 20       | Csehország (CZE) · Martin Jakš · Aleš Razým                               | 16:08,78            | q        |
| 6.       | 17       | Nagy-Britannia (GBR) · Andrew Musgrave · Andrew Young                     | 16:30,62            |          |
| 7.       | 21       | Fehéroroszország (BLR) · Michail Semenov · Yury Astapenka                 | 16:32,31            |          |
| 9.       | 24       | Románia (ROU) · Paul Constantin Pepene · Alin Florin Cioancă              | 16:52,38            |          |
| 10.      | 25       | Spanyolország (ESP) · Imanol Rojo · Martí Vigo del Arco                   | 16:59,83            |          |
| 11.      | 26       | Szlovénia (SLO) · Miha Šimenc · Janez Lampič                              | 17:24,79            |          |
| 12.      | 28       | Litvánia (LTU) · Mantas Strolia · Modestas Vaičiulis                      | 17:41,73            |          |
| 13.      | 27       | Dél-Korea (KOR) · Kim Magnus · Kim Eun-ho                                 | 17:56,71            |          |
| 14.      | 23       | Törökország (TUR) · Ömer Ayçiçek · Hamza Dursun                           | 18:45,78            |          |
| –        | 22       | Ausztria (AUT) · Bernhard Tritscher · Dominik Baldauf                     | kizárták (16:43,69) |          |
| 2. futam |          |                                                                           |                     |          |
| 1.       | 1        | Norvégia (NOR) · Martin Johnsrud Sundby · Johannes Høsflot Klæbo          | 16:03,97            | Q        |
| 2.       | 4        | Franciaország (FRA) · Maurice Manificat · Richard Jouve                   | 16:04,45            | Q        |
| 3.       | 6        | Egyesült Államok (USA) · Erik Bjornsen · Simi Hamilton                    | 16:04,69            | q        |
| 4.       | 3        | Olaszország (ITA) · Dietmar Nöckler · Federico Pellegrino                 | 16:07,19            | q        |
| 5.       | 7        | Kanada (CAN) · Len Väljas · Alex Harvey                                   | 16:07,24            | q        |
| 6.       | 2        | Svájc (SUI) · Roman Furger · Dario Cologna                                | 16:10,52            |          |
| 7.       | 10       | Lengyelország (POL) · Dominik Bury · Maciej Staręga                       | 16:21,83            |          |
| 8.       | 11       | Ukrajna (UKR) · Andrii Orlyk · Oleksii Krasovskyi                         | 17:32,50            |          |
| 9.       | 12       | Szlovákia (SVK) · Peter Mlynár · Andrej Segeč                             | 17:34,12            |          |
| 10.      | 9        | Bulgária (BUL) · Yordan Chuchuganov · Veselin Tzinzov                     | 17:38,26            |          |
| 11.      | 13       | Ausztrália (AUS) · Callum Watson · Phillip Bellingham                     | 17:38,36            |          |
| 12.      | 14       | Kína (CHN) · Wang Qiang · Sun Qinghai                                     | 18:11,95            |          |
| –        | 5        | Kazahsztán (KAZ) · Denis Volotka · Alexey Poltoranin                      | kizárták (16:30,10) |          |
| –        | 8        | Észtország (EST) · Marko Kilp · Karel Tammjärv                            | kizárták (16:30,30) |          |

### Döntő
| Helyezés | R  | Csapat                                                                    | Idő      | Hátrány |
| -------- | -- | ------------------------------------------------------------------------- | -------- | ------- |
| Arany    | 1  | Norvégia (NOR) · Martin Johnsrud Sundby · Johannes Høsflot Klæbo          | 15:56,26 | —       |
| Ezüst    | 15 | Olimpikonok Oroszországból (OAR) · Gyenyisz Szpicov · Alekszandr Bolsunov | 15:57,97 | +1,71   |
| Bronz    | 4  | Franciaország (FRA) · Maurice Manificat · Richard Jouve                   | 15:58,28 | +2,02   |
| 4.       | 16 | Svédország (SWE) · Marcus Hellner · Calle Halfvarsson                     | 15:59,33 | +3,07   |
| 5.       | 3  | Olaszország (ITA) · Dietmar Nöckler · Federico Pellegrino                 | 16:14,81 | +18,55  |
| 6.       | 6  | Egyesült Államok (USA) · Erik Bjornsen · Simi Hamilton                    | 16:16,98 | +20,72  |
| 7.       | 20 | Csehország (CZE) · Martin Jakš · Aleš Razým                               | 16:24,83 | +28,57  |
| 8.       | 7  | Kanada (CAN) · Len Väljas · Alex Harvey                                   | 16:31,86 | +35,60  |
| 9.       | 18 | Finnország (FIN) · Martti Jylhä · Ristomatti Hakola                       | 16:32,30 | +36,04  |
| 10.      | 19 | Németország (GER) · Sebastian Eisenlauer · Thomas Bing                    | 16:42,20 | +45,94  |